# 강선영 (무용가)
강선영(姜善泳, 1925년 3월 30일 ~ 2016년 1월 21일)은 대한민국의 무용가이다. 안성시 출신이며, 본명은 강춘자(姜春子)이다.
안성여자고보 출신으로 한성준에게 사사했다. 1943년 제1회 무용발표회(부민관)를 출발로 8·15광복이 될 때까지 만주·일본 등지에서 무용공연을 했다. 광복 후에는 '강선영무용연구소'를 개설하는 한편 여러 차례의 신작 무용발표회를 했다.
1960년에 파리 국제민속예술제, 1962년과 1964년엔 일본에서, 1968년엔 중화민국에서 공연, 1972년엔 뮌헨 올림픽 한국 민속예술단 지도위원으로 세계 각지를 순회공연했다. 1965년 서울특별시 문화상(<장희빈>), 1965년 아시아 문화예술제 문화 부문 작품상 등을 수상했다.
주요 작품으로는 <수로부인(水路夫人)> <장희빈(張禧嬪)> <열두무녀도> 등이 있다. 무용협회 부회장을 역임하였으며 현 강선영무용단의 단장이다.
민주자유당 비례대표로 제14대 국회의원으로 활동하기도 했다.

## 역대 선거 결과
| 실시년도 | 선거  | 대수 | 직책     | 선거구 | 정당       | 득표수      | 득표율         | 순위        | 당락 | 비고 |
| -------- | ----- | ---- | -------- | ------ | ---------- | ----------- | -------------- | ----------- | ---- | ---- |
| 1992년   | 총선  | 14대 | 국회의원 | 전국구 | 민주자유당 | 7,923,718표 | \| \| 38.5% \| | 전국구 14번 |      | 초선 |
|          | 38.5% |      |          |        |            |             |                |             |      |      |